# Lorenz Kienzle
Lorenz Kienzle (Sciaffusa, 6 giugno 1988) è un hockeista su ghiaccio svizzero di ruolo difensore.

## Statistiche
Statistiche aggiornate a luglio 2013.

### Club
| Stagione | Squadra           | Stagione regolare | Stagione regolare | Stagione regolare | Stagione regolare | Stagione regolare | Stagione regolare | Playoff | Playoff | Playoff | Playoff | Playoff |
| Stagione | Squadra           | Lega              | P                 | G                 | A                 | Pt                | PIM               | P       | G       | A       | Pt      | PIM     |
| -------- | ----------------- | ----------------- | ----------------- | ----------------- | ----------------- | ----------------- | ----------------- | ------- | ------- | ------- | ------- | ------- |
| 2003-04  | GCK/ZSC Lions U20 | Elite Jr. A       | 1                 | 0                 | 0                 | 0                 | 0                 |         |         |         |         |         |
| 2005-06  | GC Küsnacht Lions | NLB               | 7                 | 0                 | 0                 | 0                 | 2                 | 1       | 0       | 0       | 0       | 0       |
| 2006-07  | GCK/ZSC Lions U20 | Elite Jr. A       | 32                | 21                | 15                | 36                | 81                | 11      | 8       | 6       | 14      | 16      |
|          | GC Küsnacht Lions | NLB               | 9                 | 1                 | 1                 | 2                 | 4                 | -       | -       | -       | -       | -       |
|          | Schweiz U-20      | NLB               | 2                 | 0                 | 0                 | 0                 | 0                 | -       | -       | -       | -       | -       |
| 2007-08  | GCK/ZSC Lions U20 | Elite Jr. A       | 1                 | 1                 | 0                 | 1                 | 0                 | 9       | 1       | 3       | 4       | 30      |
|          | GC Küsnacht Lions | NLB               | 47                | 9                 | 14                | 23                | 30                | 3       | 0       | 1       | 1       | 4       |
|          | Schweiz U-20      | NLB               | 5                 | 0                 | 3                 | 3                 | 2                 | -       | -       | -       | -       | -       |
| 2008-09  | GC Küsnacht Lions | NLB               | 43                | 5                 | 13                | 18                | 70                | -       | -       | -       | -       | -       |
|          | ZSC               | NLA               | 1                 | 0                 | 0                 | 0                 | 0                 | -       | -       | -       | -       | -       |
|          | Visp              | NLB               | 2                 | 0                 | 2                 | 2                 | 2                 | 9       | 0       | 4       | 4       | 10      |
| 2009-10  | GC Küsnacht Lions | NLB               | 19                | 2                 | 7                 | 9                 | 43                | -       | -       | -       | -       | -       |
|          | ZSC               | NLA               | 19                | 0                 | 3                 | 3                 | 12                | 3       | 0       | 0       | 0       | 0       |
| 2010-11  | Lugano            | NLA               | 45                | 2                 | 6                 | 8                 | 24                | -       | -       | -       | -       | -       |
|          |                   | Playout           | 4                 | 0                 | 1                 | 1                 | 4                 | -       | -       | -       | -       | -       |
| 2011-12  | Lugano            | NLA               | 50                | 0                 | 7                 | 7                 | 24                | 5       | 0       | 0       | 0       | 2       |
| 2012-13  | Lugano            | NLA               | 40                | 1                 | 2                 | 3                 | 20                | 5       | 0       | 1       | 1       | 0       |
| 2013-14  | Lugano            | NLA               | 0                 | 0                 | 0                 | 0                 | 0                 |         |         |         |         |         |

### Nazionale
| Stagione | Livello         | Risultati    | Risultati | Risultati | Risultati | Risultati | Risultati |
| Stagione | Livello         | Competizione | P         | G         | A         | Pt        | PIM       |
| -------- | --------------- | ------------ | --------- | --------- | --------- | --------- | --------- |
| 2005-06  | Switzerland U18 | WJC-18 D1    | 5         | 1         | 0         | 1         | 6         |
| 2006-07  | Schweiz U-20    | NLB          | 2         | 0         | 0         | 0         | 0         |
| 2007-08  | Schweiz U-20    | NLB          | 5         | 0         | 3         | 3         | 2         |

## Palmarès

### Club
- Elite Jr. A:

 GCK Lions: 2008

### Nazionale
- Campionato mondiale di hockey su ghiaccio Under-18 - Prima Divisione: 1

 Svizzera U-18: 2006